# Chorthippus dichrous
Chorthippus dichrous is een rechtvleugelig insect uit de familie veldsprinkhanen (Acrididae). De wetenschappelijke naam van deze soort is voor het eerst geldig gepubliceerd in 1859 door Eversmann.